# Старый Литвинов
Старый Литвинов (укр. Старий Литвинів) — село в Подгаецкой городской общине Тернопольского района Тернопольской области Украины.
До 2020 года входило в Подгаецкий район.
Население по переписи 2001 года составляло 70 человек. Почтовый индекс — 48030. Телефонный код — 3542.